# Едвард Сандерс
Гейз Едвард Сандерс (англ. Hayes Edward Sanders; 24 березня 1930 — 12 грудня 1954) — американський боксер, олімпійський чемпіон 1952 року.

## Аматорська кар'єра
Олімпійські ігри 1952
- 1/8 фіналу. Переміг Ханса Йоста (Швейцарія)
- 1/4 фіналу. Переміг Джакомо Ді Сеньї (Італія)
- 1/2 фіналу. Переміг Андріеса Німана (Південно-Африканська Республіка)
- Фінал. Переміг Інгемар Юхансона (Швеція)